# Alocasia zebrina
Alocasia zebrina là một loài thực vật có hoa trong họ Ráy (Araceae). Loài này được Schott ex Van Houtte mô tả khoa học đầu tiên năm 1863.